# Мейбод
Мейбод (перс. میبد‎) — город в центральном Иране, в провинции Йезд. Административный центр одноимённого шахрестана.

## История
Город оформился из небольшого поселения в период правления династии Сасанидов. Наибольшего расцвета Мейбод достигает в XIV веке, при правителях из рода Музаффаридов.

## География
Город находится в западной части Йезда, к югу от города Эрдекан, на высоте 1 075 метров над уровнем моря.
Мейбод расположен на расстоянии приблизительно 42 километров к северо-западу от Йезда, административного центра провинции и на расстоянии 440 километров к юго-востоку от Тегерана, столицы страны.

## Население
По данным переписи, на 2006 год население составляло 58 295 человек.
| 1986   | 1991   | 1996   | 2006   | 2012   |
| ------ | ------ | ------ | ------ | ------ |
| 27 146 | 34 641 | 38 061 | 58 295 | 69 771 |

## Достопримечательности
- Крепость Нарендж (Нарин)[6].